# 关山街道 (武汉市)
关山街道，是中华人民共和国湖北省武汉市洪山区下辖的一个乡镇级行政单位。

## 行政区划
关山街道下辖以下地区：
海核社区、南望社区、邮科院社区、湖电社区、汽标社区、中南财经政法大学南湖社区、紫菘社区、民院路社区、科技学院社区、关山口社区、汽发社区、阳光社区、象鼻山社区、关南社区、鲁磨路社区、长江委社区、地大社区、龙安社区、康居园社区、碧水社区、葛光社区、学府社区、保利社区、剑桥春天社区、智慧城社区、枫林上城社区、阳春社区和华中科技大学社区。